# Cyperus mutisii
Cyperus mutisii là loài thực vật có hoa trong họ Cói. Loài này được (Kunth) Andersson mô tả khoa học đầu tiên năm 1854.